# Zosima subscaposa
Zosima subscaposa är en flockblommig växtart som beskrevs av Karl Heinz Rechinger. Zosima subscaposa ingår i släktet Zosima och familjen flockblommiga växter. Inga underarter finns listade i Catalogue of Life.